# Переможне (Львівський район)
Перемо́жне (до 1946 року — Хлопи)  — село в Україні, у Комарнівській міській громаді Львівського району Львівської області. Населення становить 2000 осіб. До 2020 року орган місцевого самоврядування — Комарнівська міська рада.

## Географія
Село розташоване двома паралельними рядами. Права та ліва сторони розділяються меліоративним каналом, який впадає у Верещицю, притоку Дністра. Протяжність села — близько 7 км.

## Історія
Перша історична згадка позначена у 1427 році, до 1946 року мало назву — Хлопи[джерело?].
До 1942 року, в селі проживало 80 % поляків, і 20 % українців. У 1946—1947 роках, в ході операції «Вісла» польське населення села було переселено на терени Польщі, а українців з прадавніх земель Лемківщини і Бойківщини депортовано на територію цього населеного пункту.
У 1946 році, коли на території села було створено колгосп «Більшовик», за перше місце по збору урожаю, село було перейменовано в село Переможне. Нині на землях цього села функціонує сільське господарство «Комарнівський». Земля господарства є не розпайованою і знаходиться у державній власності, що викликає обурення та невдоволення громади села Переможне.
Колись у селі був невеликий парк, пам'ятка садово-паркової культури. У парку був розташований колишній маєток графині Лянцкоронської, яка й створила цей парк. Після виїзду пані Лянцкоронської до Німеччини, її маєток перетворили у школу, у якій навчалось старше покоління села. Нині дана будівля зруйнована, а сам парк адміністративно та територіально належить місту Комарно, з яким межує село Переможне.
12 червня 2020 року, відповідно до розпорядження Кабінету Міністрів України № 718-р «Про визначення адміністративних центрів та затвердження територій територіальних громад Львівської області»,  Комарнівська міська рада об'єднана з Комарнівською міською громадою.
17 липня 2020 року, в результаті адміністративно-територіальної реформи та ліквідації Городоцького району, село увійшло до складу Львівського району.

## Церкви
У селі є дві церкви.
Перша — церква Різдва Пресвятої Богородиці православної віри.
Церква Різдва Пресвятої Богородиці.        Ерекційні документи парафії надані у 1747 році. Деревяна тризрубна одноверхна церква була збудована, за деякими даними, у 1677 році.                                                                                      1 травня 1923 року став для мешканців села Хлопи (Переможне)  великим нещастям, цього дня  сталася  велика пожежа. Пожежа почалася з будинку Томи Дрозда де його 8- літній син бавлячись сірниками спричинив таке масштабне лихо. Пожежа перекидувалась з одної хати на іншу внаслідок чого постраждало 51 господарство,  але найбільшою трагедією  стала згорівша дерев'яна церква , яка служила духовною твердиньою для  невеликої кількості Українців які проживали в селі. По оцінками експертів пожежа завдала збитків на суму два з половиною мільярдів польських марок .                                                         В ці тяжкі часи для малої Української громади села було непідсилу збудовати нову церкву, але вони невтрачали віру і з Божою допомогою почали відбудовувати свою святиню. Спочатку збудували маленьку каплицю де вони змогли проводити богослужіння, а пізніше почали зводити своїми силами нову церкву, так як матеріальних ресурсів нехватало то церковна громада вирішила просити про допомогу у своїх братів і сестер по вірі.                                       9 травня 1923 року парох о. Григорій Кліш  пише звернення від церковної громади села Хлопи до керівництва Єпархії про допомогу:
                          ВІДОЗВА 
"до Високопреподобних і Всечесних Отців Парохів Перемиської Єпархії.                             Дня 1. мая с. р. навістило страшне нещастє село  Хлопи парохії Комарно, деканату комарнянського, жертвою  огня пало 52 господарства зі всіма забудованями і деревляна церков Рождества Првсвятої Богородиці з дзвіницею.                                        Між погорівшими є 23 родини українські, а то є половина парохіян дочерної Хлопи, які лишилися тепер без  даху: майна, а всі парохіяне позістали осироченими бе матері-церкви, яка держала їх при нашій обряді, - скружені бо самими латинниками, - і охороняла їх від винародовлення.                  Тепер бідні тоті парохіяне не є в силах здвигнути нову церков при таких важких обставинах, тому підносять руки і молять о поміч і просять: Впр. і Всч. Отці зволять в церквах і парохіях зарядити збірку на будову нової церкви мурованої в Хлопах і зібрані жертви присилати до підписаного Уряду парохіального.                                                              За труди і жертви вдячні парохіяне будуть молити Господа Бога, щоби щедро нагородив жертводавців. 
  Від Уряду парохіального обр. гр. кат.
    Комарно дня 12. травня 1923
                     Григорій Кліш, парох".
   Велика кількість церковних громад відкликнулася про допомогу на збір коштів на відбудову церкви.                                       Архітектор - автор проекту церкви Різдва Пресвятої Богородиці був Нагірний Євген Васильович - виконаним ним у 1933 році.          З Божою допомогою, Вірою та наполегливістю в 1938 році церква Різдва Пресвятої Богородиці була збудована.
Друга — це колишній польський костел, який нині є греко-католицькою церквою Покрови Пресвятої Богородиці. Будівля костелу була зведена коштом графині Лянцкоронської.
У селі є каплиця, з обох боків якої встановлені два пам'ятних хрести. Один споруджений на честь борців за волю України, а другий на згадку про ті села з терен яких було звезено людей під час ганебної та жорстокої операції «Вісла». Саме на цьому хресті розміщена плита де викарбувані назви українських сіл, вихідці з яких нині проживають у Переможному (с. Середниця, с. Дзвіняче, с. Любачів, с. Устрики Долішні тощо). Ці пам'ятники споруджені у 2000 році за кошти громади села.

## Об'єкти соціальної сфери
В селі діють:
- Переможненський заклад дошкільної освіти ясла-садок "Квітуча вишенька",
- Переможненський заклад загальної середньої освіти І-ІІІ ступенів імені Андрія Халака,
- Народний дім.

## Постаті
- Халак Андрій Юрійович (1995—2022) — старший солдат Збройних сил України, учасник російсько-української війни.